# Pueblo kalenjin

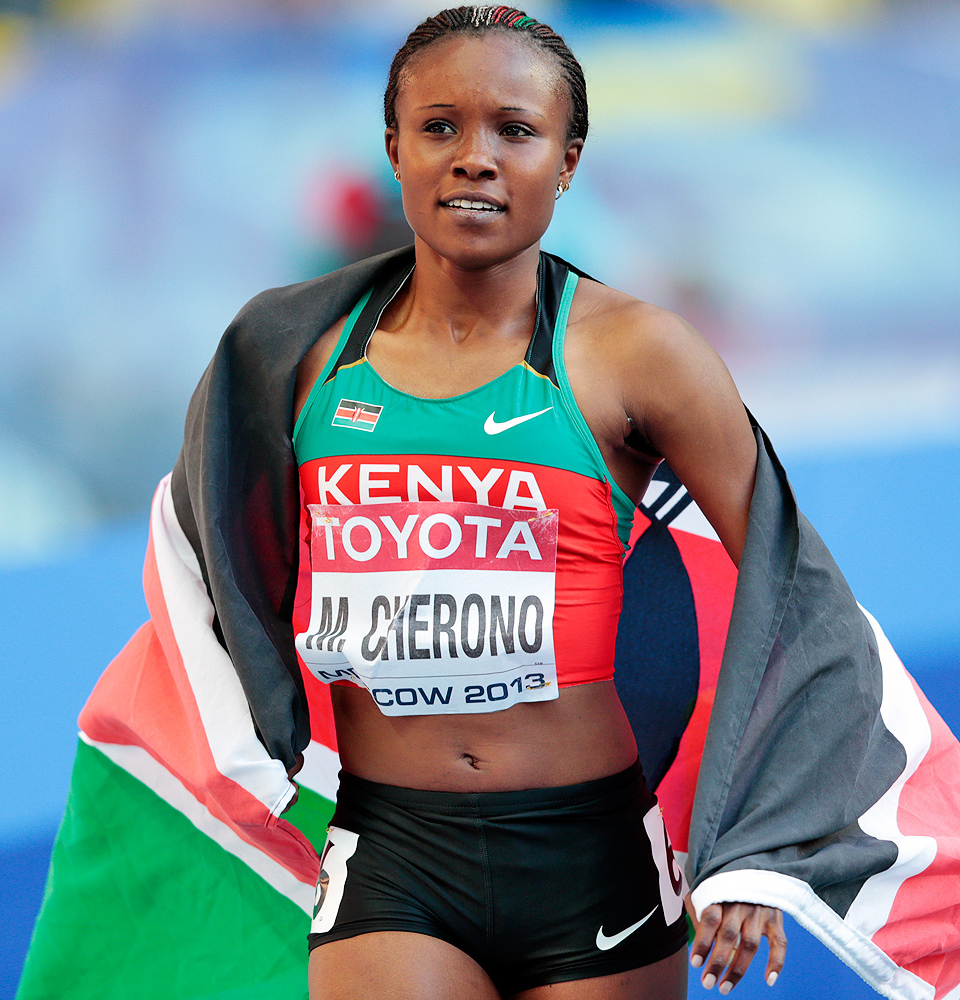
Mercy Cherono

Los kalenjin son un grupo étnico de origen nilótico oriundo de la región africana del valle del Rift, en el oeste de Kenia y el este de Uganda, cuya población actual se estima en unos tres millones de personas. El conjunto de la población kalenjin es a su vez una intrincada red de pequeños grupos tribales, como los elgeyo, endorois, kipsigis, marakwet, pokot, sabaot, tugen y sebei. El modo de subsistencia de todos ellos se basa en el pastoreo de rebaños, modo de vida que se supone mantienen desde su llegada desde Sudán, hace unos dos mil años.
Hasta principios de los años cincuenta este grupo étnico no tenía una denominación común; en la literatura antropológica eran conocidos como «tribus nandihablantes». Constituyen aproximadamente el 12% de la población nómada de Kenia.